# Евразия (страховая компания)
АО "Страховая компания "Евразия" — крупная казахстанская страховая компания, один из лидеров страхового рынка РК. На протяжении ряда лет занимает первое место по объемам собранных страховых премий, страховых выплат и активов, контролирует около 25% страхового рынка страны. Головной офис компании расположен в Алматы.
По данным Национального банка РК на 1 октября 2023 года, СК "Евразия" занимает первое место в списке страховщиков Казахстана по размеру активов, страховым резервам, собственного и уставного капитала, а также по объёму страховых премий и выплат.

## Деятельность
Страховая компания «Евразия» была образована в 1995 году в форме акционерного общества. За 29 лет на рынке работы «Евразия» стала крупнейшей страховой компанией Республики Казахстан, удерживая статус абсолютного лидера страхового рынка страны в течение последних 18 лет по основным финансовым показателям.
В 2018 году лицензию на осуществление деятельности по страхованию жизни получила АО "КСЖ "Евразия", стопроцентная дочерняя компания СК "Евразия".

## Рейтинги
Standard & Poor’s: 24 июня 2024 года рейтинговое агентство подтвердило долгосрочный кредитный рейтинг СК «Евразия» на уровне BBB, прогноз «Стабильный»: самый высокий среди страховых компаний в странах СНГ, в том числе превышающий на одну ступень суверенный рейтинг Республики Казахстан. Рейтинг СК «Евразия» по национальной шкале остался на уровне "kzAAA".
A.M. Best: 04 октября 2024 года рейтинговое агентство подтвердило рейтинг СК "Евразия" на уровне B++ и долгосрочный кредитный рейтинг на уровне «bbb+» со «стабильным» прогнозом.